# Jules Auguste César Muraire
Jules Auguste César Muraire, detto anche Raimu (Tolone, 17 dicembre 1883 – Neuilly-sur-Seine, 20 settembre 1946), è stato un attore francese.

## Biografia
È stato attore poliedrico del varietà, del teatro e del cinema francese. Dopo aver ottenuto una vasta popolarità come attore di varietà si cimentò con successo anche nel teatro di prosa, ma l'occasione che gli permise di mettere in evidenza le sue doti fu l'incontro con Marcel Pagnol, che nel 1931 gli valse la parte nella commedia Marius e la parte di César, padre del protagonista.
Affermatosi come uno degli attori più autorevoli delle scene francesi, soprattutto col suo soprannome di Raimu, concluse la sua carriera alla Comédie-Française di cui fu pensionnaire dal 1944 alla morte. Anche nel cinema, in cui Raimu aveva esordito intorno al 1910, la riduzione della famosa trilogia marsigliese di Marcel Pagnol rappresentò una tappa decisiva per la carriera dell'attore.
Interpretò con la sua vena tipicamente provenzale ricca di umana bonomia e di sottile arguzia popolaresca una serie di film che sono considerati tra i migliori del cinema francese fra le due guerre.

## Filmografia parziale
- Le fumiste, regia di Gérard Bourgeois (1912)
- Paris pendant la guerre, regia di Henri Diamant-Berger (1916)
- Marius, regia di Alexander Korda (1931) - (Trilogia Marsigliese di Marcel Pagnol)
- Le Blanc et le noir (1931)
- Fanny, regia di Marc Allégret (1932) - (Trilogia Marsigliese di Marcel Pagnol)
- Lo squadrone si diverte (Les Gaietés de l'escadron), regia di Maurice Tourneur (1932)
- César, regia di Marcel Pagnol (1936) - (Trilogia Marsigliese di Marcel Pagnol)
- Carnet di ballo (Carnet de bal), regia di Julien Duvivier (1937)
- Il caso del giurato Morestan (Gribouille), regia di Marc Allégret (1937)
- La moglie del fornaio (La femme du boulanger), regia di Marcel Pagnol (1939)
- Ultima giovinezza (Dernière Jeunesse), regia di Jeff Musso (1939)
- Patrizia (La Fille du puisatier), regia di Marcel Pagnol (1940)
- Cercasi padrone (Parade en 7 nuits), regia di Marc Allégret (1941)
- Gioventù traviata (Les inconnus dans la maison), regia di Henri Decoin (1942)
- Amore proibito (Le bienfaiteur), regia di Henri Decoin (1942)
- Untel père et fils, regia di Julien Duvivier (1945)